# 콜레오카이테과
콜레오카이테과(Coleochaetaceae)는 윤조식물문 콜레오카이테강에 속하는 녹조류과의 하나이다. 콜레오카이테목(Coleochaetales)의 유일한 과이다. 4속 28종으로 이루어져 있다.

## 하위 속
다음 속을 포함하고 있다.
- Awadhiella - 유일종 A. indica
- 콜레오카이테속 (Coleochaete) - 22종
- 코노카이테속 (Conochaete) - 4종
- 라디오라무스속 (Radioramus) - 유일종 R. halophilus